# Podwójny kochanek
Podwójny kochanek (fr. L'amant double) – francusko-belgijski dreszczowiec z 2017 roku w reżyserii François Ozona, wyprodukowany przez wytwórnię Mars Distribution. Główne role w filmie zagrali Marine Vacth i Jérémie Renier. Zdjęcia kręcono w Paryżu i okolicach.
Premiera filmu odbyła się 26 maja 2017 roku w konkursie głównym na 70. MFF w Cannes; w Polsce film wszedł na ekrany 25 sierpnia 2017.

## Fabuła
Paryżanka Chloé Fortin (Marine Vacth), która cierpi na depresję, trafia na terapię do doktora Paula Meyera (Jérémie Renier). Z każdą kolejną sesją kobieta zdradza przed psychologiem coraz więcej intymnych sekretów. Wkrótce zakochuje się w nim z wzajemnością i przeprowadza do jego mieszkania. Pewnego dnia Chloé odkrywa w rzeczach Paula paszport z jego zdjęciem, ale innym nazwiskiem. Niedługo potem widzi z okna autobusu, jak Meyer rozmawia z nieznajomą kobietą, ale wieczorem Paul wypiera się tego spotkania. Chloé postanawia sprawdzić, co ukrywa przed nią partner. Kobieta nie zdaje sobie sprawy, że sprowadza na siebie śmiertelne niebezpieczeństwo.

## Obsada
- Marine Vacth jako Chloé Fortin
- Jérémie Renier jako Paul Meyer / Louis Delord
- Jacqueline Bisset jako pani Schenker, matka Chloé
- Myriam Boyer jako sąsiadka Rose
- Dominique Reymond jako ginekolog / doktor Agnès Wexler
- Fanny Sage jako Sandra Schenker

## Odbiór

### Krytyka w mediach
Film Podwójny kochanek spotkał się z mieszanymi recenzjami krytyków. W serwisie Rotten Tomatoes film otrzymał 58% pozytywnych recenzji, ze średnią oceną 6,5 na 10. Na portalu Metacritic średnia ocen wyniosła 64 punkty na 100

### Nagrody i nominacje
| Rok  | Miejsce                                      | Nagroda     | Kategoria                  | Odbiorcy i nominowani | Wynik     |
| ---- | -------------------------------------------- | ----------- | -------------------------- | --------------------- | --------- |
| 2017 | 70. Międzynarodowy Festiwal Filmowy w Cannes | Złota Palma | Udział w konkursie głównym | François Ozon         | Nominacja |